# Оберн (Небраска)
Оберн (англ. Auburn) — город и административный центр округа Немахо, штат Небраска, США. По данным переписи 2010 года, население города составляло 3460 человек.

## История
История Оберна берёт своё начало в 1882 году, когда произошло объединение городов Калверт и Шеридан, отчасти для того, чтобы побороться с Браунвиллем за статус административного центра округа Немахо. В результате выборов в 1883 году Оберн стал центром округа, а своё название получил в честь одноимённого города в штате Нью-Йорк. С 1910 по 1913 год в городе базировалась баскетбольная команда низшей лиги «Оберн Атлетикс», которая проводила игры в Мемориальном парке Легиона. В настоящее время данный парк внесён в Национальный реестр исторических мест США.

## География
По данным Бюро переписи населения США, общая площадь города составляет 5,65 км².

## Демография
По переписи 2010 года, общая численность населения составляла 3460 человек, в городе было 1487 домохозяйств и 910 семей. Плотность населения — 612,8 человека на км². Распределение населения по расовому признаку: белые — 97,3 %, афроамериканцы — 0,5 %, коренные народы США — 0,2 %, азиаты — 0,7 %, представителей других рас — 0,3 %, представителей двух или более рас — 1,0 %, латиноамериканцы — 1,9 %.
Средний возраст жителей составлял 42,1 года. 24,1 % жителей были моложе 18 лет; 7,2 % — в возрасте от 18 до 24 лет; 22,4 % — в возрасте от 25 до 44 лет; 26,7 % — в возрасте от 45 до 64 лет; и 19,7 % — в возрасте 65 лет и старше. Гендерный состав был распределён следующим образом: 46,9 % мужчин и 53,1 % женщин.